# Dietrich Faber

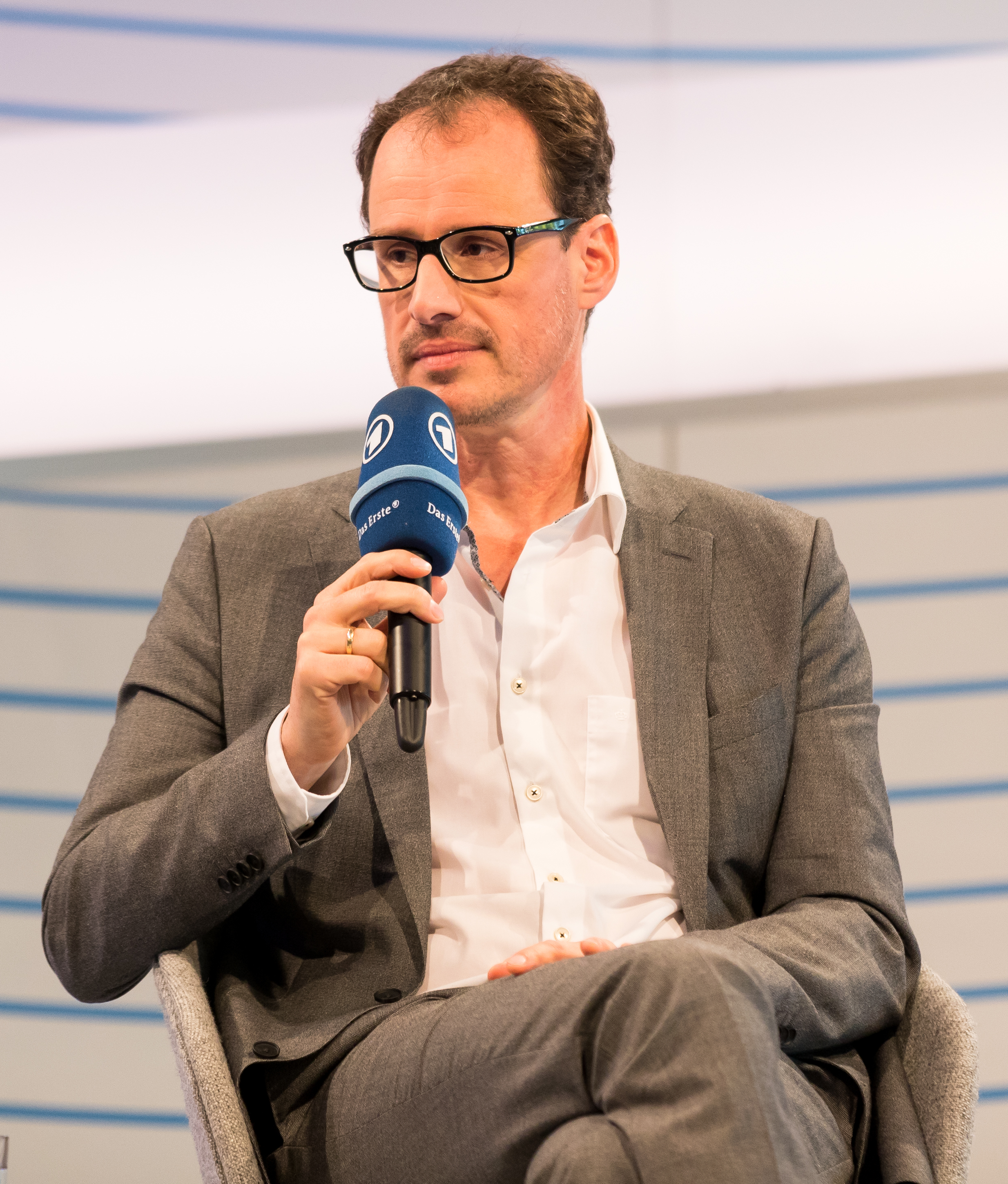
Dietrich Faber auf der Frankfurter Buchmesse 2017

Dietrich Faber (* 2. Dezember 1969 in Gießen) ist ein deutscher Kabarettist, Autor und Verfasser von Regionalkrimis. 

## Leben
Faber wuchs in Langgöns auf. Zwischen 1991 und 1996 versuchte er sich in drei abgebrochenen Studiengängen des Lehramts in Marburg, der Theaterwissenschaften in Erlangen und der Germanistik in Gießen. In dieser Zeit bildete er sich in Schauspiel, Sprechen und Singen weiter.
Seit 1996 arbeitet er hauptberuflich als Kabarettist und trat bis 2013 gemeinsam mit Martin Guth als Duo „FaberhaftGuth“ auf. Von 2003 bis 2005 war Faber Kolumnist der Zeitschrift Spielen und Lernen. Zudem erschienen Veröffentlichungen in Brigitte und Leben und Erziehen und er war als Autor, Sprecher und Parodist unter anderem für Hit Radio FFH und den Hessischen Rundfunk tätig.
Seit Beginn der Krimireihe um den Vogelsberger Kommissar Henning Bröhmann ist er mit seiner kabarettistischen und musikalischen „Show zum Buch“ auf Tour, auch mit Musikern in wechselnder Besetzung (Tess Wiley, Tim Potzas, Michael Harries, Evelyn Helbig, Oliver Pohl, Maria Rothfuchs, Ina Morgan, George Baehr).
Seit 2011 verfasste er Beiträge in Rowohlt-Buch-Anthologien („Urlaub mit Punkt Punkt Punkt“, „Mord macht hungrig“, „Süßer die Böller nie klingen“, „Totenstille Nacht“, „Die schlimme Zeit zwischen Hinlegen und Aufstehen“) und Kolumnenbeiträge, etwa für die Frankfurter Rundschau und die Gießener Allgemeine Zeitung.
Dietrich Faber ist Botschafter der Regionen Oberhessen und Mittelhessen sowie Gewinner des Wetterauer Kulturpreises 2015. 

## Preise und Auszeichnungen
Mit FaberhaftGuth wurde er Preisträger des Kölner Comedy Cup, des Stuttgarter Besen und der St. Ingberter Pfanne.

## Publikationen
- 2011 Debüt-Roman „Toter geht’s nicht“ bei Rowohlt Polaris, Auftakt der Krimikomödienreihe um den Vogelsberger Kommissar Henning Bröhmann.
- 2012 Band Nr. 2: „Der Tod macht Schule“
- 2014 Band Nr. 3: „Tote Hunde beißen nicht“
- 2015 Band Nr. 4: „Schneller, weiter, toter“
- 2017 Band Nr. 5: „Hessen zuerst!“
- 2019 Band Nr. 6: „Sorge dich nicht, stirb!“

Zu allen Romanen gibt es vom Autor selbst eingesprochene Hörbücher, die bei Random House Audio erschienen sind. „Toter geht´s nicht“ erschien zusätzlich in der Brigitte-Edition „Starke Stimmen“, gelesen von Boris Aljinovic.